# Apophis (planetka)
(99942) Apophis (dříve známa pod názvem 2004 MN4) je planetka s rozměry 450×170 m, patřící do Atenovy skupiny a je současně klasifikována jako potenciálně nebezpečná, neboť se ve vzdálené budoucnosti nedá zcela jednoznačně vyloučit její srážka se Zemí a ze všech známých planetek představuje jednu z největších možných hrozeb pro naši planetu.

## Objev
Planetku objevili 19. června 2004 Roy A. Tucker, David J. Tholen a Fabrizio Bernardi v rámci projektu UHAS (University of Hawaii Asteroid Survey) na observatoři Kitt Peak v Arizoně s pomocí dalekohledu Bok o průměru 2,3 m. Protože toto těleso bylo sledováno pouze během dvou nocí, nebylo možno vypočítat dostatečně přesně jeho dráhu. Dostala proto pouze provizorní označení 2004 MN4 (resp. 2004 MN4). Teprve 18. prosince 2004 planetku znovu pozoroval G. Garrad v rámci programu Siding Spring Survey na stejnojmenné observatoři v Novém Jižním Walesu v Austrálii.
Díky tomu bylo možno s dostatečnou přesností určit dráhu planetky a proto jí bylo 24. června 2005 přiděleno katalogové číslo 99942 a 10. července 2005 dostala na návrh objevitelů jméno Apophis.

## Původ jména
Apophis je řecká forma jména staroegyptského boha Apopa, „Ničitele“, který sídlí ve věčné temnotě podsvětí a každý den se pokouší pohltit sluneční loď boha Re (Ra) a lidstvo tak zbavit životodárného Slunce. Apophis (Apep) také velí armádě démonů trápících lidi.
Objevitelé David Tholen a Roy Tucker byli fanoušci seriálu Hvězdná brána a poté, co zjistili, že planetka má v roce 2029 dopadnout na Zemi a zdevastovat ji, pojmenovali ji „Apophis“. To odkazuje na stejnojmenného Goa'ulda, jenž se opakovaně pokusil zničit naši planetu a byl prvních několik sérií úhlavním nepřítelem.

## Fyzikální vlastnosti
Na základě hvězdné velikosti ve viditelné oblasti spektra a předpokládaného albeda byl průměr tohoto tělesa odhadnut na ~450 m; z pozorování v infračerveném oboru vychází průměr na 370 m. Z dat vyplývá, že objekt je značně protáhlý. Předpokládaná šířka činí ~170 metrů. Další měření založená na spektroskopickém pozorování pomocí teleskopu na Havaji mluví o délce ~350 metrů a průměru 330 metrů. Ačkoliv neznáme přesné rozměry, hustotu a kompaktnost Apophisu, tak za předpokladu možné hustoty ~2 600 kg/m³ by váha planetky dosahovala ~40 milionů tun. Dle povrchové vrstvy tělesa se pravděpodobně jedná o kamenný chondrit (typu LL). Dosud neexistuje žádná mapa planetky a ani její složení není známé. Fotografie o asteroidu příliš nevypovídají, protože se na nich většinou objevuje jako světlá tečka.

## Riziko srážky
Riziko srážky se již díky dalším pozorováním takřka vyloučilo a planetka má proto na turínské stupnici (TS) nulovou hodnotu. V určité době ale měla na této stupnici dosud největší dosažený stupeň (4 z 10).

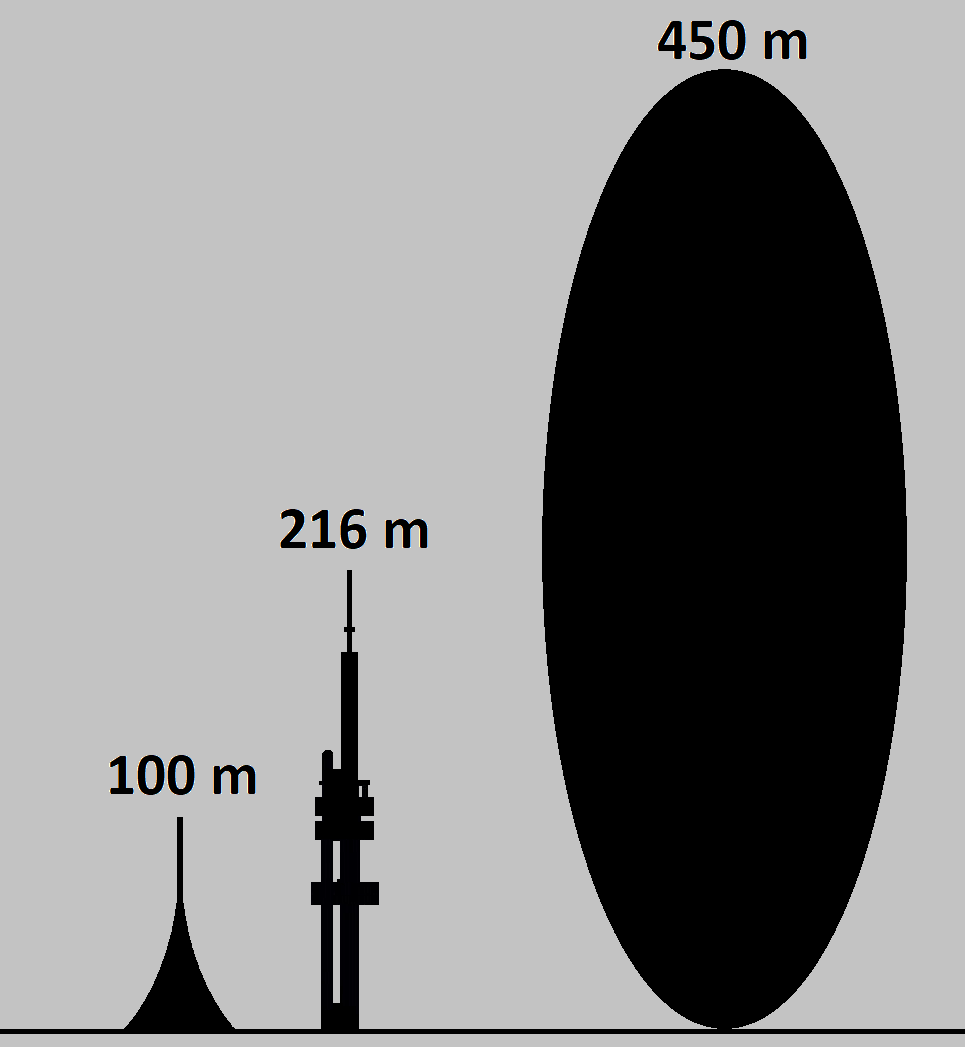
Srovnání s Ještědem a Žižkovskou věží.

### Vývoj odhadů rizika srážky
Zpřesněné výpočty krátce po objevu ukázaly, že nebyla vyloučena srážka tohoto tělesa se Zemí dne 13. dubna 2029 a těleso se dostalo na seznam nebezpečných planetek (PHA). Riziko srážky bylo tehdy oceněno stupněm 4 na desetistupňové turínské stupnici, přičemž pravděpodobnost srážky byla vypočtena na 1,6 %, čili 60:1. Proto se do sledování objektu zapojilo mnoho dalších observatoří na jižní polokouli a na jihu USA. Jak se zpřesňovaly elementy dráhy, nejprve pravděpodobnost srážky se Zemí rostla (k 27. prosinci 2004 stoupla na 2,7 %, tj. 1:37). Poté ale byly v archivech nalezeny předobjevové snímky z 15. března 2004, které dále zpřesnily znalost dráhy a srážku se Zemí v roce 2029 prakticky vyloučily. Planetka měla minout Zemi ve vzdálenosti 35 720 km od jejího středu, neboli asi 30 000 km nad zemským povrchem. To je pro představu blíže než geostacionární družice nebo méně než 1/10 vzdálenosti Země a Měsíce. Přímá kolize se Zemí však byla i tak vyloučena. Také další přesná radiolokační měření, uskutečněná 300m radioteleskopem Arecibo na Portoriku z 27. ledna až 30. ledna 2005, srážku vyloučila (průlet ve vzdálenosti 36 802 ± 1957 km od středu Země). Další radiolokační měření uskutečnili J. D. Giorgini, L. A. M. Benner, S. J. Ostro (všichni JPL), M. C. Nolan (observatoř Arecibo) a M. W. Bush (California Institute of Technology) 7. srpna 2005; výsledkem bylo další upřesnění geometrie průletu kolem Země v roce 2029. Podle tohoto měření minimální vzdálenost od středu naší planety bude 5,86 ± 0,12 zemského poloměru (tedy 37 376 ± 765 km). Prostor, v němž se může nacházet perigeum průletové hyperboly se zmenšil z 173 000 km³ na 39 000 km³. Protože však tato planetka proletí v relativní blízkosti Země ještě v letech 2035, 2036 a 2037 a mezitím bude její dráha silně změněna blízkým průletem kolem Země, zůstává na hodnotě 1 turínské stupnice (tj. vyžaduje systematické dlouhodobé sledování). Vypočítaná pravděpodobná minimální vzdálenost od Země při přiblížení v roce 2036 podle radiolokace v srpnu 2005 sice vzrostla z hodnoty 0,005 AU na 0,14 AU; stále však nebyla vyloučena možná srážka se Zemí. Ani další radiolokační měření, které uskutečnili L. A. M. Benner, L. D. Giorgini a S. J. Ostro z JPL na Observatoři Arecibo 6. května 2006, kolizi zcela nevyloučila, ale opět vzrostla vzdálenost minimálního přiblížení v roce 2029, a to na 5,93 ± 0,09 zemského poloměru (tj. na 38 141 ± 574 km) od středu naší planety a objem prostoru, v němž s pravděpodobností 67 % leží perigeum hyperbolické dráhy, se dále zmenšil o 23 %. Při zahrnutí i dalších optických pozorování v průběhu roku 2006 se již riziko srážky takřka vyloučilo a snížila se hodnota na palermské stupnici na –2,52 a na turínské stupnici byla hodnota 6. srpna 2006 snížena na 0 (stav k říjnu 2006). Kumulativní pravděpodobnost srážky se Zemi v průběhu celého 21. století je 0,0022 % tj. 1:45 000.

Odhadovaný průlet na 13. dubna 2029 (údaj z února 2005).

V lednu 2009 vydal americký úřad pro letectví a vesmír (NASA) aktualizovaný odhad pravděpodobnosti srážky s planetkou Apophis. Došlo k redukci rizika z 1:45 000 na 1:250 000. Důvodem pro snížení pravděpodobnosti kolize bylo přesnější měření a výkonnější počítače a také více informací o planetce samotné. Riziko srážky podle nejnovější studie DSc. Ramana Paulaua je 2,3:1 000 000.[zdroj?]
Významným rizikovým faktorem byl zmíněný blízký průlet planetky kolem Země v roce 2029. Předpokládalo se, že pokud by těleso proletělo v rámci rozptylové elipsy (myšlená elipsa v rovině kolmé na dráhu kolem vypočítaného bodu největšího přiblížení k Zemi, jejíž rozměry jsou dány nepřesnou znalostí dráhy) její určitou částí o rozměru asi 600 m, pak by v 13. dubna 2036 mohlo dojít ke kolizí se Zemí, přičemž oblast dopadu by se nacházela někde v pásu táhnoucím se od Evropy přes Blízký Východ po Indii a Bangladéš. Přímé škody na majetku a infrastruktuře v přímo zasažené oblasti se odhadovaly na více než 400 miliard USD (v cenách roku 2005). Proto se kladl důraz na zpřesnění elementů dráhy v období návratu 2012 až 2013, nejistotu však způsoboval tzv. Jarkovského efekt. Proto bývalý americký astronaut R. L. Schweickart navrhl v červenci 2005 organizaci NASA, aby v roce 2013 vysadila na povrchu tohoto tělesa radarový odpovídač, případně doplněný dalšími vědeckými přístroji. Dlouhodobé radiolokační sledování objektu by pak umožnilo o několik řádů zvýšit přesnost výpočtu jeho dráhy meziplanetárním prostorem. Na konferenci Asteroids/Comets/Meteors 2005, konané v srpnu 2005 v Brazílii, byl tento projekt podpořen, s tím, že by bylo vhodné doplnit sondu seismometry zejména pro měření efektů slapových sil během blízkého průletu.
V roce 2011 prohlásil ruský astronom Leonid Sokolov, že ačkoliv se může zdát riziko kolize nízké, ve vesmírném měřítku jde o relativně pravděpodobnou možnost a lidstvo by mělo být v roce 2036 připraveno odvrátit katastrofu. Podle Sokolova by mohlo dojít k rozpadu planetky a následným dopadům jejích úlomků na povrch Země, což by mělo devastující účinky na lidskou civilizaci kdekoliv na planetě.
Další zpřesňující výpočty v roce 2021 vyloučily i srážku v roce 2068 a neukázaly ani možné riziko v následujících sto letech.

## Oběžná dráha

### Průlety
Nejtěsnější známý průlet planetky kolem Země nadejde v pátek dne 13. dubna 2029. V nejbližším bodě bude jen 31 000 kilometrů nad povrchem Země a bude tak blíže než Měsíc (384 400 km) a dokonce blíž než geostacionární družice (36 000 km). Jednoznačně půjde o jedno z nejtěsnějších přiblížení v historii. V tento den dosáhne jasnosti 3,1 magnitudy, tedy viditelný pouhým okem v oblastech s nižším světelným znečištěním. Spatřit ho bude možné z Evropy, Afriky a západní části Asie.

## Potenciální dopad
Podle veřejně dostupné simulace na internetu by se energie srážky podle současných odhadů velikosti, hmotnosti tělesa a kolizní rychlosti 30.728 km/s odpovídala ekvivalentu přibližně 9 740 Mt TNT (pro srovnání Tunguský meteorit vyvolal efekt mezi 10 až 30 Mt TNT, exploze sopky Krakatoa asi 200 Mt TNT a asteroid o průměru 10 km, který vyhubil před 66 miliony let dinosaury, dosáhl 100 milionů megatun TNT). Při dopadu na pevninu by se vytvořil kráter o průměru více než 8 km. Jestliže by místo nárazu byl oceán, vyvolala by se tsunami, která by ještě ve vzdálenosti 1 000 km od místa dopadu měla na pevnině výšku přes 7 metrů.

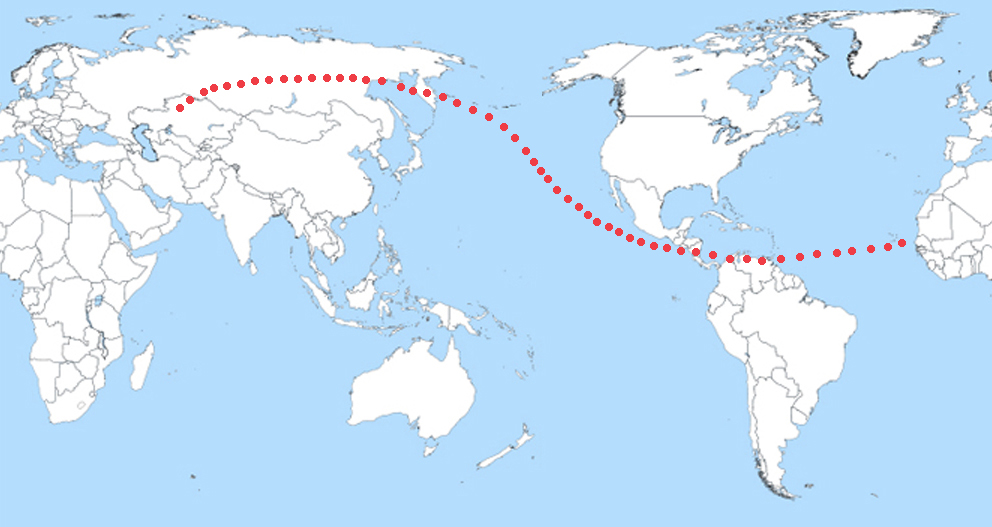
Dopadový koridor. Česko je od jeho začátku v Asii vzdáleno cca 3 300 km

Přesné účinky a následky jakéhokoliv vlivu by se lišily na základě složení asteroidu, rychlosti, místa a úhlu nárazu. Ačkoliv by dopad zničil rozsáhlou oblast o ploše tisíců kilometrů čtverečních, tak by katastrofa pravděpodobně neměla dlouhotrvající globální účinky, jako je například impaktní zima.
V roce 2008 provedla nadace B612 Foundation odhad místa dopadu pro rizikový rok 2036. Výsledkem byl úzký koridor na severní polokouli o šířce několika kilometrů. Začíná v Asii uprostřed Kazachstánu, pokračuje dále na východ přes Rusko, Ochotské moře, poloostrov Kamčatka a sever Tichého oceánu. Poté míjí Nikaraguu, jih Karibského moře, sever Jižní Ameriky (Venezuela) a protíná Atlantský oceán až ke Kapverdám, kde končí těsně po dosažení západního cípu Afriky. S použitím počítačové simulace NEOSim se odhadl hypotetický dopad Apophisu v zemích jako je Kolumbie či Venezuela, kde by kvůli vysoké hustotě zalidnění mohlo zemřít až 10 milionů lidí. Vzhledem k tomu, že místo nárazu by bylo známé týdny, ne-li měsíce předem, by to umožnilo úplnou evakuaci přilehlých oblastí a výrazně by se snížily ztráty na životech či majetku.

### Hodnocení rizika
- 2004 MN4 Impact Risk Archivováno 12. 5. 2013 na Wayback Machine. (NASA JPL)
- 2004 MN4 page
- 2004 MN4 impactor table from NEODyS.

### NASA
- Friday the 13th, 2029 (Science@NASA article)
- Near-Earth Asteroid 2004 MN4 Reaches Highest Score To Date On Hazard Scale Archivováno 18. 8. 2007 na Wayback Machine. (JPL)
- Possibility of an Earth Impact in 2029 Ruled Out for Asteroid 2004 MN4 Archivováno 13. 1. 2011 na Wayback Machine. (JPL)
- Radar Observations Refine the Future Motion of Asteroid 2004 MN4 Archivováno 21. 6. 2007 na Wayback Machine. (JPL)
- Animation explaining how impact risk is determined Archivováno 16. 9. 2008 na Wayback Machine. from Impact Probability Archivováno 6. 1. 2016 na Wayback Machine.

### Jiné odkazy
- Whew! Asteroid Won't Hit Earth in 2029, Scientists Now Say (SPACE.com)
- Asteroid Watch: Odds of 2029 Collision Stuck at 1-in-40 (SPACE.com)
- Worrisome Asteroid Underscores Planetary Defense Mission (SPACE.com)
- 2004 MN4 aneb rok 2029?
- Těsný průlet asteroidu 2004 MN4 kolem Země
- Closest Flyby of Large Asteroid to be Naked-Eye Visible (2029 approach)
- Asteroid 2004 MN4: A Really Near Miss! (Sky and Telescope)
- An asteroid, headed our way (Christian Science Monitor, on efforts to deflect the asteroid